# Juan Ramón Balcarce
Juan Ramón Nepomuceno González Balcarce (Buenos Aires, 16 de marzo de 1773 - Concepción del Uruguay, 12 de noviembre de 1836) fue un militar y político argentino que participó en la guerra de la Independencia de su país y en las guerras civiles argentinas, y fue gobernador de la Provincia de Buenos Aires en dos oportunidades.

## Familia
Juan Ramón González Balcarce era el hijo mayor de un oficial del regimiento de Blandengues, el coronel barcelonés Francisco González-Balcarce y Lat, y la porteña Victoria Damasia Martínez Fontes Bustamante, y el hermano mayor de los Balcarce: Antonio, Marcos, Lucas, José, Diego y Francisco. Curiosamente, el único de los hermanos Balcarce que suele ser citado con el apellido completo de González-Balcarce es Antonio; todos los demás son generalmente conocidos con el apellido Balcarce.
Juan Ramón contrajo matrimonio con Trinidad García Mantilla el 10 de noviembre de 1801 en la ciudad de Buenos Aires. Su hija, Trinidad del Corazón de Jesús Balcarce nació el 6 de mayo de 1810.

## Las Invasiones Inglesas
Se incorporó al cuerpo de Blandengues como cadete el 2 de octubre de 1789, siendo su padre el jefe de dicho regimiento. Por mandato del Virrey Melo prestó la cooperación necesaria a la misión científica de don Félix de Azara, siendo comandante militar de Luján. El 20 de febrero de 1793 fue promovido a alférez de Blandengues, y el 2 de mayo de 1799 a teniente del mismo cuerpo. En 1801, asistió a la campaña contra los portugueses, siendo promovido a ayudante mayor en 1804. Al año siguiente pasó a la Comandancia General de Armas de Tucumán, donde se encontraba cuando se produjo la primera invasión inglesa.  
Balcarce se hallaba en San Miguel de Tucumán cuando se produjo la primera Invasión Inglesa al Virreinato del Río de la Plata, en 1806. Fue reclutado por el virrey Rafael de Sobremonte para su ejército reconquistador, formado en Córdoba, que no llegó a tiempo para la Reconquista. Fue enviado a San Miguel de Tucumán, adonde llegó el 11 de noviembre de 1806 conduciendo 188 prisioneros británicos. Cumplía las órdenes del virrey Sobremonte de alejar de la reconquistada Buenos Aires a los ingleses. Cuando éstos firmaron la capitulación que exigía la entrega de prisioneros, el 4 de agosto de 1807,  175 de ellos partieron hacia Buenos Aires. Trece quedaron en Tucumán y se casaron con tucumanas.
Durante la Segunda Invasión Inglesa de 1807, Balcarce fue ayudante de Santiago de Liniers en la defensa de la ciudad de Buenos Aires, en el 1er batallón de Húsares. Por orden real, el 9 de febrero de 1808 fue promovido a capitán de caballería y el 8 de noviembre fue ascendido a sargento mayor del batallón de Húsares que comandaba el coronel Martín Rodríguez.

## La Revolución de Mayo
En 1808 Juan Ramón Balcarce fue ascendido a sargento mayor y comandante del 1.er batallón de Húsares. Al año siguiente, acompañó a su jefe Martín Rodríguez y a Cornelio Saavedra contra la Asonada de Álzaga y en los días de la Revolución de mayo de 1810. Saavedra le encargó la operación por la cual el depuesto virrey Baltasar Hidalgo de Cisneros fue enviado a Cádiz.

## Primera campaña al Alto Perú
Cuando la Primera expedición auxiliadora al Alto Perú enviada por la Primera Junta capturó Córdoba, su comandante, Francisco Ortiz de Ocampo, se negó a ejecutar al exvirrey Santiago de Liniers y sus partidarios realistas. En respuesta, la Junta comisionó a su hermano, Antonio González Balcarce, como jefe militar, y al vocal Juan José Castelli como jefe político, para que ejecutaran la sentencia de muerte dictada contra ellos y tomaran el mando de la expedición, que se dirigiría al Alto Perú.
Alcanzados los condenados en Cruz Alta por las tropas de Juan Ramón Balcarce, que acompañaba a su hermano, fueron el mismo día ejecutados por orden de Castelli en Cabeza de Tigre Liniers, el gobernador Juan Gutiérrez de la Concha, Santiago Alejo de Allende, el contador Moreno y Rodríguez. Por respeto al miembro eclesiástico de la Junta, Manuel Alberti, y por influencia del propio Balcarce, no fue ejecutado el obispo Rodrigo de Orellana. Balcarce se encargó de dar a los ejecutados cristiana sepultura.
Regresó a Buenos Aires mientras el resto de las tropas continuaba con la Primera expedición auxiliadora al Alto Perú. En la capital, fue de los primeros jefes en apoyar la revolución saavedrista del 6 de abril de 1811. Poco después fue enviado al Ejército del Norte, a reforzar la disciplina del mismo.
Al llegar a Tucumán, recibió la noticia del desastre de las tropas patriotas sufrido en la batalla de Huaqui, y siguió avanzando hasta Nazareno, donde recibió los restos de su hermano menor Francisco Balcarce, muerto en el combate de Nazareno.

## Segunda campaña al Alto Perú
Con el inicio de la Segunda expedición auxiliadora al Alto Perú Juan Ramón Balcarce se hizo cargo de la defensa de la Quebrada de Humahuaca, deteniendo a las avanzadas realistas, para dar tiempo al Éxodo Jujeño iniciado por el nuevo jefe del Ejército del Norte, el general Manuel Belgrano. Solo cuando llegó al lugar el grueso del ejército realista al mando del general Pío Tristán, se replegó hacia el sur. Tuvo una actuación importante en la victoria sobre el coronel Agustín Huici en la batalla de Las Piedras, que le permitió al general  Belgrano organizar la resistencia en Tucumán.
El 9 de septiembre de 1812, desde el Paraje de la Encrucijada, Belgrano lo envió a Tucumán con la misión de reclutar y entrenar un cuerpo formado por milicianos locales. Balcarce también llevaba cartas para la poderosa familia Aráoz, en las que se solicitaba ayuda económica y de recursos para el ejército patriota. El éxito de esta misión determinó que las fuerzas patriotas detuvieran su marcha y enfrentaran a los realistas en Tucumán.
En la batalla de Tucumán dirigió el ala derecha de caballería, compuesta por los jóvenes que el mismo había reclutado antes de la  batalla, mientras el mayor general Eustoquio Díaz Vélez dirigió el flanco izquierdo. Demostró notable valor y capacidad de liderazgo en dicho enfrentamiento, que se destacó como un enfrentamiento caótico entre fracciones divididas de ambos ejércitos; incluyó una tormenta de viento y polvo y una manga de langostas. Fue una victoria de gran importancia para las fuerzas patriotas.
Después del nuevo triunfo revolucionario en la batalla de Salta continuó formando parte de la Segunda expedición auxiliadora al Alto Perú, a órdenes de Belgrano, y participó en las derrotas que los patriotas sufrieron en las batallas de Vilcapugio y de Ayohúma.

## La Asamblea del Año XIII
Juan Ramón Balcarce se trasladó a Buenos Aires, por haber sido electo diputado a la Asamblea del Año XIII por Tucumán. Actuó en la Logia Lautaro pero no se identificó particularmente con el gobierno del Director Supremo de las Provincias Unidas del Río de la Plata Gervasio Antonio de Posadas ni con el de Carlos María de Alvear.

## Campañas contra Santa Fe
Juan Ramón Balcarce fue ascendido al grado de coronel, después de la caída del director supremo Alvear y fue puesto al mando del Ejército de Campaña de la Intendencia de Buenos Aires. Tuvo activa participación en la  guerra contra los federales de la provincia de Santa Fe.
El 30 de julio de 1818 fue nombrado Gobernador Intendente de Buenos Aires. Se limitó a organizar las milicias de la provincia y a enviar a su antiguo jefe, Saavedra, a pactar una paz con los indios. Permaneció en este cargo hasta el 12 de noviembre de 1818.
En noviembre de ese año fue nuevamente puesto al mando de un ejército que debía expedicionar contra Santa Fe. La estrategia del director supremo Juan Martín de Pueyrredón era capturar las tropas del caudillo santafesino Estanislao López entre dos fuegos; esto era, entre el ejército de Balcarce y el de Juan Bautista Bustos, que avanzaba desde Córdoba.
Pero López se apoyó en la velocidad de movimientos de su ejército: tras avanzar rápidamente sobre Balcarce, obligándolo a detenerse a esperar refuerzos, se desvió hacia Fraile Muerto contra Bustos, al cual —si bien no logró derrotarlo— dejó sin caballos ni ganado para alimentación.
Mientras tanto, Balcarce había ocupado la villa de Rosario y comenzaba a avanzar sobre Santa Fe al frente de unos 3700 hombres. López lo rodeó y hostigó con continuos ataques de caballería, negándose a aceptar la batalla frontal a que lo provocaba Balcarce y dejando a las fuerzas de este sin caballos ni alimentos. De todos modos, Balcarce consiguió llegar al río Salado, donde el coronel Rafael Hortiguera logró vencer a los federales en el combate de Paso de Aguirre. Balcarce ocupó la capital y envió a Hortiguera a perseguir a López hacia el norte, pero este lo destrozó en Monte Aguiar, a nueve leguas de allí. Balcarce quedó sitiado en la ciudad y unos días más tarde comenzó la retirada, destruyendo todo a su paso y arreando el ganado que encontraban, de acuerdo a las órdenes recibidas de Pueyrredón. Tras asolar e incendiar Rosario, Balcarce se embarcó hacia Buenos Aires el 29 de enero de 1819.

## La batalla de Cepeda, la Anarquía del Año XX y primera gobernación

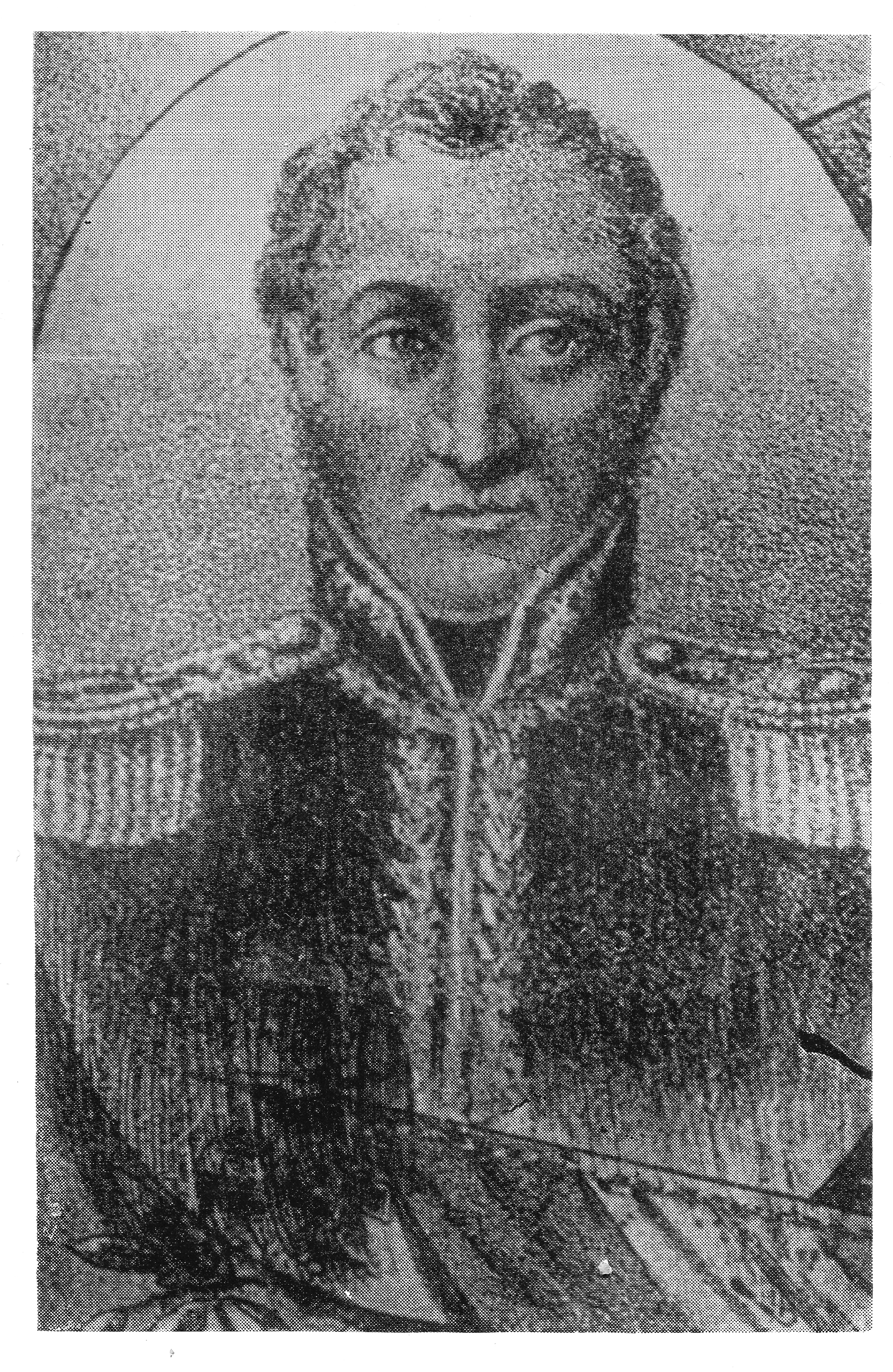
Juan Ramón Balcarce.

El 17 de marzo de 1819 Juan Ramón Balcarce fue nombrado nuevamente Gobernador Intendente de Buenos Aires. Se incorporó al ejército comandado por el nuevo director supremo, José Rondeau, para una nueva campaña sobre Santa Fe. Esta vez las tropas directoriales fueron completamente derrotadas por las fuerzas de Estanislao López y Francisco Ramírez en la batalla de Cepeda, el 1 de febrero de 1820. Rondeau fue alejado del campo de batalla y Balcarce retiró, de noche y en orden, todas las fuerzas de infantería —relativamente intactas— hasta San Nicolás de los Arroyos. Unos días más tarde, embarcó ese ejército hacia Buenos Aires. Fue recibido como un héroe, ya que era la única fuerza militar organizada disponible para la defensa de la ciudad.
Al llegar a la capital, se encontró la Anarquía del Año XX; en medio de conspiraciones y asonadas, renunció como gobernador intendente de Buenos Aires el 9 de febrero de 1820. Al mismo tiempo renunciaba el director supremo Rondeau, el Congreso se disolvió y —por presión de los federales— asumió como gobernador de la Provincia de Buenos Aires Manuel de Sarratea, un personaje desprestigiado. Las autoridades nacionales cesaron.
El nuevo gobernador firmó con los caudillos el Tratado del Pilar, que declaraba la autonomía de las provincias argentinas. Pero incluía una cláusula secreta, que acordaba la entrega de armamento a los ejércitos invasores.
Esta cláusula, que humillaba a los porteños —acostumbrados a ser obedecidos— decidió a los generales Miguel Estanislao Soler, Hilarión de la Quintana y a Juan Ramón Balcarce a obligar a renuncia al gobernador Sarratea. Un cabildo abierto, reunido por esos jefes militares nombró gobernador de la provincia de Buenos Aires a Juan Ramón Balcarce el 6 de marzo. Su gobierno no logró controlar el caos y, cuando los caudillos lanzaron una amenaza a los porteños si no reponían a Sarratea, falto completamente de apoyo, Balcarce renunció. Había durado menos de una semana.

## Ministro de Guerra de Dorrego, Viamonte y Rosas
Balcarce se exilió en Montevideo, de donde se negó a regresar durante más de dos años. Tras su retorno, se adhirió a la Reforma Militar del gobernador de la provincia de Buenos Aires, Martín Rodríguez, implementada a través del ministro Bernardino Rivadavia, y se dedicó a la administración de una pequeña estancia.
El gobernador Manuel Dorrego lo nombró Ministro de Guerra en 1827, y luego ministro plenipotenciario ante la corte del Imperio del Brasil, para remediar los errores cometidos por el enviado argentino Manuel José García —que había negociado la entrega de todo el territorio en disputa al Brasil— en las negociaciones de paz para terminar la Guerra del Brasil en 1828. De todos modos, no pudo conseguir más que la independencia de la nueva República Oriental del Uruguay, debido a la presión inglesa, y a que las negociaciones se llevaban a cabo en el Brasil.
De vuelta en Buenos Aires y ante el descontento por el resultado del acuerdo, fue sorprendido por la revolución del 1 de diciembre de 1828; ante la huida de Dorrego y la falta de apoyo de las fuerzas que deberían de haberlo obedecido, entregó el gobierno al jefe de la revolución triunfante, Juan Lavalle. El ministro de guerra de este, José María Paz, lo deportó al Uruguay.
Regresó después de la caída de Lavalle, durante la gobernación de Juan José Viamonte, que lo nombró su Ministro de Guerra. Sus primeras medidas fueron celebrar un solemne funeral por Dorrego y confiscar las propiedades de aquellos que habían intervenido en la revolución del 1.º de diciembre, para utilizar estos fondos para recompensar a los veteranos de su ejército restaurador y a los agricultores y peones que habían sufrido grandes pérdidas en la lucha.
Conservó el cargo durante todo el gobierno de su sucesor, Juan Manuel de Rosas. Cuando Rosas decidió iniciar la campaña contra la Liga del Interior, dirigida por el general Paz, nombró a Balcarce comandante del ejército que debía avanzar sobre Córdoba. El jefe de su avanzada de caballería, Ángel Pacheco, derrotó a las tropas de Paz en la batalla de Fraile Muerto, lo que marcó el principio de su fin. Atacado simultáneamente por Balcarce y Estanislao López —su enemigo de antaño— Paz fue capturado sin llegar a combatir. El avance del caudillo Facundo Quiroga sobre Cuyo llevó a los unitarios a replegarse a Tucumán, donde fueron definitivamente derrotados. Balcarce Regresó sin combatir a Buenos Aires.

## Segunda gobernación
Balcarce fue elegido gobernador de la provincia de Buenos Aires por segunda vez por la legislatura, el 12 de diciembre de 1832 —cuarta, si se cuentan sus dos funciones como gobernador intendente durante el Directorio— y el 17 de diciembre Rosas le entregó el mando.
Alejado Rosas de Buenos Aires, dedicado a su campaña al Desierto, Balcarce decidió comenzar un período de tolerancia política. Como primera medida, negó a Rosas recursos para su campaña, que debió ser financiada por el exgobernador y sus amigos.
Por un lado, Balcarce propuso una organización nacional de tipo federal, considerando necesario la sanción opondrá al liderazgo de una Constitución que garantice la división de poderes y las libertades individuales. Por otro lado, a nivel provincial, Balcarce se  opondrá al liderazgo unipersonal ejercido por Juan Manuel de Rosas, quien había ocupado la gobernación de la provincia entre 1829 y 1833 contando con facultades extraordinarias. El nuevo gobernador intentó oponer resistencia al intento de Rosas de imponer un modelo político basado en la preeminencia del ejecutivo y en la eliminación de la competencia electoral y de la deliberación pública. De esta forma, Balcarce derogó algunas leyes, reestableció la libertad de imprenta y redactó una constitución en la cual se estableció que la provincia de Buenos Aires no se uniría a las otras si no era bajo el sistema federal, el presidente no podía ser investido de poderes extraordinario, ni invertir el orden o la fama de administración establecida por la ley.
El grupo federal liderado por Balcarce y sus ministros Enrique Martínez y Félix Olazábal recibió el mote de "lomos negros", por usar levita sus personajes más notorios, al igual que los doctores del partido unitario. Contó con el apoyo de hombres de la legislatura y otros también vinculados al partido federal como: Ugarteche, Del campo, Cernadas, Rubio, Galán, Zavaleta, Navarro, Barrenecha y Bustamante.
Ocupó su cargo hasta octubre de 1833, en que estalló la Revolución de los Restauradores, orquestada por los partidarios de Rosas y dirigida por el general Agustín de Pinedo; después de una resistencia de más de una semana, renunció el 4 de noviembre. Fue sucedido por Viamonte.

## Últimos años
Juan Ramón Balcarce abandonó rápidamente Buenos Aires, dirigiéndose a Concepción del Uruguay, provincia de Entre Ríos, donde se puso bajo la protección del gobernador Pascual Echagüe y del general Justo José de Urquiza.
Falleció en Concepción del Uruguay en 1836. Sus restos mortales descansan en el Cementerio de la Recoleta de la Ciudad de Buenos Aires.